# ヒルドブルク (小惑星)
ヒルドブルク (684 Hildburg) は小惑星帯に位置する小惑星である。ハイデルベルクでアウグスト・コプフによって発見された。名前の由来は不明。